# Радулович, Милан
Милан Радулович (серб. Милан Радуловић, родился 13 августа 1948 в Мало Поле, община Хан-Песак, НР Босния и Герцеговина) — сербский писатель, профессор Богословского факультета в Фоче (Университет Восточного Сараево), бывший министр по делам религии Республики Сербии в 2004—2007 годах.

## Биография
Окончил философский факультет Сараевского университета в 1972 году, в 1998 году защитил докторскую диссертацию «Художественная форма и исторический контекст романа Добрицы Чосича». В 1973—1977 годах занимался исследовательской работой в Институте литературы и искусства, в 1979—1981 годах читал лекции в Киевском государственном университете имени Т. Г. Шевченко. С 1982 года работает на постоянной основе в Институте литературы и искусства, в 2000 году получил звание почётного профессора Духовной академии святого Василия Острожского в Фоче, в 2009 году — звание профессора Православного богословского факультета университета Восточного Сараево.
Лауреат премии Исидоры Секулич за выдающиеся достижения в литературе. В 2001—2004 годах депутат Народной Скупщины Сербии, в 2004—2007 годах — министр по вопросам религии Правительства Сербии. Автор 17 книг и 40 статей в тематических журналах, более 90 научных работ в различных литературных и научных журналах. 5 октября 2006 года награждён орденом Святого Саввы I степени по решению Сербской православной церкви:

По предложению Его Святейшества Патриарха Сербского Павла, Священный архиерейский Синод Сербской православной церкви наградил Милана Радуловича высокой наградой Сербской православной церкви, Орденом Святого Саввы первой степени за великую любовь к нашей священной церкви-матери и настойчивую веру в Воскресение Христово.
Оригинальный текст (серб.)На предлог Његове светости патријарха српског Павла, Свети архијерејски синод Српске православне цркве доделио је Милану Радуловићу високо одликовање Српске православне цркве, Орден светог Саве првог степена за делатну љубав према Светој мајци цркви и истрајно сведочење Христа васкрслог.”